# Otfrido de Wissenbourg
Otfrido de Wissenbourg (en alemán Otfried von Weißenburg) (c. 790 - c. 875 ) es el primer poeta de alemán antiguo conocido por su nombre. Se sugiere, a través del dialecto de sus escritos, que era originario del sur de la región ahora conocida como Palatinado  en Alemania. Su nombre indica su origen, actualmente la ciudad francesa de Wissembourg, en Alsacia.   

## Vida
Otfrid estudió alrededor de 830 en el monasterio de Fulda con Rabano Mauro, abad de 822 a 841/842, habiendo sido consagrado sacerdote el mismo año. Probablemente ocupó un alto cargo en la capilla de la corte de Luis el Germánico. A partir de 847, Otfrid se estableció nuevamente en Wissembourg, donde trabajó como escribano, bibliotecario, exégeta y profesor de gramática.

## Obra
Su principal obra es Liber evangeliorum, un poema épico bíblico escrito en alemán antiguo con la influencia del dialecto del sur de Renania-Palatinado . El poema consta de 7104 versos (de Langzeile o verso largo) dispuestos en más de 140 capítulos y agrupados en cinco libros. El texto se nos ha transmitido a través de cuatro códices, entre ellos los Códices Palatini latini (Cod. Pal. lat.) encontrados en Heidelberg.   
Otfrid también escribió una serie de comentarios bíblicos en latín, compilados a partir de otros comentarios.

## Importancia
Su importancia radica en el hecho de que fue el primero en reescribir en otro idioma (el Alto alemán antiguo), el contenido de los Evangelios, que hasta ahora solo estaba disponible en los tres idiomas sagrados ( hebreo, griego y latín).   
Otfrid también es considerado el iniciador de la tradición literaria alemana, todavía presente hoy, de la rima externa, que toma el lugar del verso aliterativo.

## Otros proyectos
- Wikimedia Commons alberga una categoría multimedia sobre Otfrido de Wissenbourg.